# Zdzisław Skrok
 (avril 2015).
 (juin 2017).
Zdzisław Skrok (prononcé [ˈzdʑiswaf skrɔk] ) est un archéologue et écrivain polonais. Il a publié plus de vingt collections de travaux de vulgarisation scientifique sur l'histoire (surtout celles des Slaves et des Vikings), l'archéologie, l'exploration marine et la culture matérielle. Il est connu pour sa théorie des origines vikings de Mieszko Ier, le premier souverain historique de la Pologne. 
Il a été un des consultants interviewés dans le film documentaire en cinq épisodes : Les Vikings, de Paul Russell et Andrea Vogt (production : Millstream Films 2015, distribution : Viasat History (en)).

## Livres
- Na tropach archeologicznych tajemnic Mazowsza (1980)  (ISBN 83-207-0289-5)
- Archeologia mórz (1982)  (ISBN 83-215-3248-9)
- Rodowód z głębi ziemi (1984)  (ISBN 83-205-3623-5)
- W poszukiwaniu Eldorado i Ziemi Obiecanej (1985)  (ISBN 83-207-0689-0)
- Wyjście z kamiennego świata (1988)  (ISBN 83-205-3740-1)
- Wykopaliska na pograniczu światów (1988)  (ISBN 83-100-9222-9)
- Badania archeologiczne Pracowni Konserwacji Zabytków (1988)  (ISBN 83-850-4408-6)
- Sezam starożytności (1989)  (ISBN 83-203-2692-3)
- Odkrywcy oceanów (1990)  (ISBN 83-215-3266-7)
- Archeologia podwodna (1991)  (ISBN 83-221-0539-8)
- Skarby i skorupy (1992)  (ISBN 83-859-1048-4)
- Świat dawnych piratów (1998)  (ISBN 83-8667889-5)
- Mazowsze nieznane (1999)  (ISBN 83-855-3109-2)
- Skarby małe i duże' (2001)  (ISBN 83-911-8511-7)
- Skarby Polski (2002)  (ISBN 83-110-9499-3)
- Słowiańska moc (2006)  (ISBN 83-244-0008-7)
- Podolska legenda (2007)  (ISBN 978-83-244-0262-5)
- Wielkie rozdroże (2008)  (ISBN 83-244-0069-9)
- Mądrość prawieków (2009)  (ISBN 978-83-244-0111-6)
- Wymowność rzeczy (2012)  (ISBN 978-83-244-0212-0)
- Czy Wikingowie stworzyli Polskę? (2013)  (ISBN 978-83-244-0333-2).

En 1995, Skrok traduit Les Origines de l'Homme de Richard Leakey en polonais. (Pochodzenie człowieka,  (ISBN 83-854-5851-4)).